# 1995年バレーボール男子南米選手権
1995年バレーボール男子南米選手権（1995 Men's South American Volleyball Championship）は、1995年にブラジルのポルト・アレグレで開催された、南米バレーボール連盟主催の第21回バレーボール南米選手権男子大会。
出場国は9カ国。ブラジルが15大会連続20回目の優勝を飾った。

## 最終結果
| 順位 | 国           |
| ---- | ------------ |
| 1    | ブラジル     |
| 2    | アルゼンチン |
| 3    | ベネズエラ   |
| 4    | チリ         |
| 5    | ペルー       |
| 6    | ボリビア     |
| 7    | コロンビア   |
| 8    | ウルグアイ   |
| 9    | パラグアイ   |